# ヴィータウタス・バツェヴィチウス
ヴィータウタス・バツェヴィチウス（Vytautas Bacevičius、1905年9月9日 - 1970年1月15日）は、リトアニアの作曲家、ピアニスト。

## 経歴
ポーランドのウッチ生まれ。リトアニア人の父とポーランド人の母の間に生まれる。5歳下の妹グラジナ・バツェヴィチも作曲家である。父より音楽を学び、9歳から作曲を行うようになった。その後ウッチ音楽院で作曲とピアノを学び、1926年に卒業した。さらにリトアニアのカウナスの大学で学び、パリにも留学してニコライ・チェレプニンらに師事した。またカウナスとパリを往復する間に、ピアニストとしてベルリン・プラハ・ワルシャワで演奏会を開いた。
1939年、南アメリカで演奏旅行を行っていたときに第二次世界大戦が勃発し、翌年にリトアニアがソビエト連邦に併合されたため、バツェヴィチウスは引き返すことができなくなった。
彼はアメリカ合衆国に定住し、ニューヨークのブルックリン音楽院で教えることとなった。ピアニストとしてカーネギーホールで何度も演奏し、またレオポルド・ストコフスキーの指揮で交響曲第2番が演奏された。その後いったんリトアニアに戻るものの、ソ連当局と衝突し、結局アメリカへの亡命の道を選んだ。
作品にはオペラ、6つの交響曲、4つのピアノ協奏曲、ヴァイオリン協奏曲などがある。実験的な作風はアレクサンドル・モソロフのような未来派と共通するものがあり、アメリカ時代にはヒンドゥー教からインスピレーションを得た。
ピアニストとしてはクロード・ドビュッシー、モーリス・ラヴェル、ミカロユス・チュルリョーニスのような近代音楽をレパートリーとした。

## 文献
- Johan Christiaan Snel 1998: Vuur en nacht. Muziekcultuur en nationale identiteit in de Baltische landen. Oost-Europa Verkenningen nr. 153, pp. 10-31.